# Festival international du film de Thessalonique 1992
Le Festival international du film de Thessalonique 1992 fut la 33e édition du Festival international du film de Thessalonique. Elle se tint du 6 au 15 novembre 1992.
Le festival qui jusque-là était uniquement consacré au cinéma grec prit cette année-là sa dimension internationale.

## Palmarès

### Festival international
- Orlando de Sally Potter : Alexandre d'or ex æquo et prix FIPRESCI
- Gamis tsekva de Alekou Tsambadze : Alexandre d'or ex æquo
- Les Yeux bleus de Yonta de Flora Gomes : Alexandre d'argent
- Takashi Ishii (Original Sin (film, 1992) (en)) : meilleur réalisateur
- Verikoka sto kalathi (Tali Touliato) : meilleur scénario
- Tilda Swinton (Orlando) : meilleure actrice
- Taras Denisenko (Asphyxia]) : meilleur acteur
- Orlando de Sally Potter : prix artistique

### Festival grec
- Byron, ballade pour un démon de Níkos Koúndouros : meilleur film, meilleur acteur, meilleure actrice dans un second rôle, meilleur son, meilleure photographie, meilleur montage, meilleurs décors et le prix de l'Union des techniciens du cinéma et de la télévision grecs
- Les Nuits de cristal de Tónia Marketáki : meilleure actrice, meilleurs costumes
- De grâce, Mesdames, ne pleurez pas de Stavros Tsiolis et Christos Vacalopoulos : meilleurs réalisateurs et meilleur scénario
- Donoussa : meilleur acteur